# ヘイ川 (カナダ)

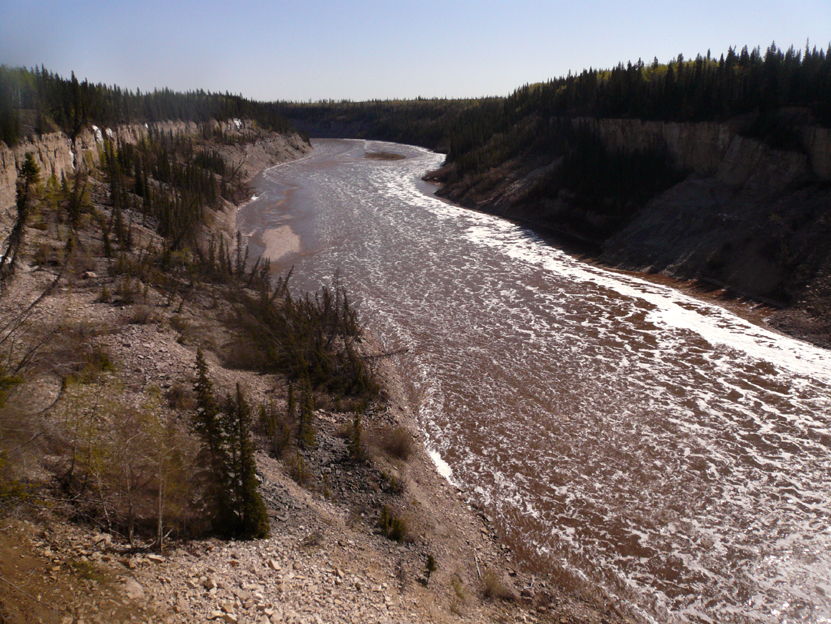
アレクサンドラ滝・ルイーズ滝間のヘイ川

ヘイ川（ヘイがわ）はカナダのアルバータ州、ブリティッシュコロンビア州、ノースウエスト準州を流れる川。グレートスレーブ湖へ注ぐ川の一つ。
ヘイ川はアルバータ州西部のムスケグと呼ばれる泥炭地ではじまる。そこから西へ流れブリティッシュコロンビア州に入ると北、東へと向きを変えてアルバータ州に戻る。それから北北東へと流れてノースウエスト準州へ向かう。アレクサンドラ滝とルイーズ滝という二つの滝を経てヘイリバーを通過し、グレートスレーブ湖へ注ぐ。
長さは702㎞、流域面積は48,200平方キロメートル。
支流にはチンチャガ川などがある。また、途中ヘイ＝ザマ湖群、レインボー湖を通過する。ガンカモ類が多く生息しているヘイ＝ザマ湖群一帯は1982年にラムサール条約登録地となった。
ヘイ川流域にあるコミュニティにはレインボーレイク、ザマシティ、スティーンリバー、インディアンキャビンズ、エンタープライズ、ヘイリバーがある。また、二つのファースト・ネーションのコミュニティ、シャトとメアンダーリバーもある。